# Māzāfā
Māzāfā (persiska: مَضافِه, مُضافَه, مازافا, Maẕāfeh) är en ort i Iran.   Den ligger i provinsen Ardabil, i den nordvästra delen av landet, 500 km nordväst om huvudstaden Teheran. Māzāfā ligger 1 342 meter över havet och antalet invånare är 621.
Terrängen runt Māzāfā är huvudsakligen kuperad, men österut är den platt. Terrängen runt Māzāfā sluttar söderut.Runt Māzāfā är det ganska tätbefolkat, med 56 invånare per kvadratkilometer. Närmaste större samhälle är Vargahān, 20,0 km väster om Māzāfā. Trakten runt Māzāfā består i huvudsak av gräsmarker.